# Barroeta (Arrazua de Vizcaya)
Barroeta es una entidad de población española del municipio de Arrazua de Vizcaya, perteneciente a la provincia de Vizcaya, en la comunidad autónoma del País Vasco. En 2022, tenía empadronados 33 habitantes.